# Limniona
Limniona (griechisch Λημνιώνα) ist eine autochthone Rotweinsorte, die hauptsächlich im Norden Griechenlands in Thessalien angebaut wird. Nach einer Analyse des Weinbauinstituts von Athen verfügt die Region mit der eigenständigen Limniona über eine Sorte mit hohem Qualitätspotential. Sie wurde daher kürzlich in die Liste der empfohlenen Sorten aufgenommen.
Nicht zu verwechseln ist die Sorte mit der bekannteren Sorte Limnio.

## Ampelographische Sortenmerkmale
In der Ampelographie wird der Habitus folgendermaßen beschrieben:
- Die Triebspitze ist offen. Sie ist spinnwebig behaart und von rötlicher Farbe. Die roten, glänzenden Jungblätter sind unbehaart.
- Die mittelgroßen Blätter (siehe auch den Artikel Blattform) sind fünflappig und tief gebuchtet. Die Stielbucht ist U - förmig offen. Das Blatt ist spitz gesägt. Die Zähne sind im Vergleich zu anderen Rebsorten eng gesetzt.
- Die pyramidalförmige Traube ist groß und dichtbeerig. Die rundlichen Beeren sind mittelgroß und von blau-schwarzer Farbe. Die Beerenschale ist knackig fest.

Limniona ist eine Varietät der Edlen Weinrebe (Vitis vinifera). Sie besitzt zwittrige Blüten und ist somit selbstfruchtend. Beim Weinbau wird der ökonomische Nachteil vermieden, keinen Ertrag liefernde, männliche Pflanzen anbauen zu müssen.

## Synonyme
Die Rebsorte Limniona ist auch unter den Namen Lemnio und Lemniona bekannt.